# شهادة شهود العيان في المحكمة
شهادة شهود العيان وبالانجليزية (Eyewitness testimony) تشير إلى تذكرات الشاهد والضحية حول ما حدث، وظروف الحادث ووصف الأشخاص المتورطين فيه، وتحديد الجاني (أو الجناة).
تطرح بالعادة أسئلة حول دقة واكتمال شهادة الشاهد العيان، والعوامل التي تؤثر على احتمال وقوع أخطاء أو تحيز للتأكد من الدقة والقدرة
لانه وعلى الرغم من أن النظام القضائي يسعى بنشاط إلى التدقيق حول شهادة الشهود وتوفير أدلة التعرف للتحقيق ومقاضاة الجرائم، يتبين بأن هذه الأدلة هي السبب الرئيسي وراء الأحكام الخاطئة (Huff، Rattner، و Sagarin 1986).
ومثال على ذلك فقد تم تبرئة أكثر من 100 شخص مدان بتحليل DNA، ومن بين هذه الحالات كان أكثر من 75٪ من المدانين هم نتيجة لتعرف الشهود العيان الخاطئ (Scheck، Neufeld، و Dwyer 2000؛ Wells and Olson 2003).

### ذاكرة شهادة الشهود
هناك طريقة معينة للاحتفاظ بصورة الحدث بالذاكرة وهذه الطريقة متمثلة في بناء الذاكرة البشرية واعادة بناؤها من القطع والاجزاء المخزنة من المعلومات المكتسبة حول ما حدث فعلاً وما يستنتجه الشخص أو يكتشفه الاخرين او يستنتج انه يجب ان يكون قد حدث. ويمكن تقسين الذاكرة الى ثلاث مراحل:
1. الاكتساب     وترميز المعلومات
2. الاحتفاظ     او تخزين المعلومات على مر الزمان
3. استرجاع     المعلومات المخزنة من خلال التذكر او التعرف

وبالتأكيد فان هناك خصائص متعلقة بالجريمة او الحدث او خصائص الشاهد تؤثر في دقة الشهادة ودقة التذكر والتعرف نتيجة لاختلافات في ظروف المشاهدة، فكلما زادت مدة التعرض للحدث زادت دقة التذكر والتركيز على التفاصيل، ويتم تقدير مدة الحدث بشكل مبالغ فيه عادة للأحداث ذات المدة القصيرة نسبياً (بضع ثوانٍ حتى دقيقتين أو ثلاث دقائق، وتقديرها للأحداث ذات المدة الطويلة (عشرين دقيقة أو أكثر).
اما بالنسبة للمسافة فعند مراقبة الأحداث عن بُعد يزيد عن 15 متر مع مستويات اضاءط قليلة يرجح هنا أن دقة التعرف على الوجوه ضعيفة
والاحداث التي تبقى بالذاكرة هي الاحداث العاطفية الشديدة التي تثير العواطف خاصة الاحداث الساسية او النواة للحدث الذي أثار العاطفة ومع ذلك، فإن التفاصيل الأقل أهمية أو الأكثر طرفية غالبًا ما تلقى اهتمامًا ضئيلاً وتبقى محفوظة بشكل طفيف.

### إجراءات التحقيق فترة الاحتفاظ
تتراجع الذاكرة بمرور الوقت، حيث يحدث أكبر انخفاض في دقة التعرف اذا كان هناك تأخير يقارب أسبوعًا و تعتمد سرعة النسيان على عدة عوامل، مثل:
1. نوع وأهمية المعلومات التي يجب تذكرها.
2. قوة وتشابه المعلومات المكتسبة سابقًا
3. تأثير العرق
4. المستوى التعليمي للفرد وقدرته على التذكر او سرد الاحداث
5. طبيعة الأحداث التي تحدث خلال فترة الاحتفاظ.

ايضاً بين وقت مشاهدة الجريمة واختبار التعرف، يمكن أن تتغير تمثيلات الذاكرة أو تتشوه أو تُستبدل بمعلومات خاطئة بعد الحدث و قد يكتسب الشهود معلومات جديدة حول الحدث والمشتبه به من خلال الحديث مع شهود آخرين أو سماع تصريحات شهود آخرين، أو مشاهدة تقارير تلفزيونية وقراءة مقالات صحفية.

### إجراءات التحقيق
المقابلات التحقيقية
تعتمد استعادة ذكريات الشهود بشكل كبير على كفاءة إجراءات المقابلات المستخدمة ومن هذه التقنيات:
تقنيات التنويم الإيحائي الجنائي او التنويم المغناطيسي تم الترويج لها من قبل Reiser (1989)؛ ومع ذلك، يشير النقاد إلى أن التنويم المغناطيسي قد يلوث الذاكرة ويؤدي إلى استدعاء كاذب وتحديدات خاطئة بنسبة عالية لأحداث وأشخاص لم يتم تجربتهم أبداً (Orne et al. 1988) وان الافضل من التنويم المغناطيسي هو عمل مقابلات معرفية.
تتضمن المقابلة المعرفية طلبًا من الضحايا والشهود إعادة خلق مشهد الجريمة وإعادة تجربة مشاعرهم ذهنياً؛ لاستدعاء كل شيء قد يكون مرتبطًا بالحدث بما في ذلك التفاصيل الجزئية أو غير المكتملة التي قد لا تبدو ذات صلة؛ لاستدعاء الحدث بترتيبات زمنية مختلفة، واستدعاء الحدث من مجموعة متنوعة من المنظورات والمواقع. يتم أيضًا التركيز على مكونات التواصل مثل بناء العلاقة الاجتماعية ومهارات المحاور الاجتماعية.
تقنيات أخرى معترف بها بشكل كبير في المقابلات الجنائية تشمل إجراء تحليل صلاحية البيان والمقابلة المتدرجة .

## التعرف على الجاني من الصف او الطابور
ان أهداف اختبار التعرف عن طريق الصف هي تحديد ما إذا كان الشاهد يمكنه اختيار المشتبه به كالجاني الذي تم مشاهدته في مسرح الجريمة، واختبار صحة ذاكرة الشاهد  من خلال عرضهم امامه لتنشيط الذاكرة ومحاولة للتذكر لكن هناك شروط وطريقة معينة للتعرف على الجناة عن طريق الطابور ومنهم:
1. يجب جمع الأوصاف اللفظية للشاهدين حول الجاني/الجناة قبل إجراء العرض.
2. يجب أن يحتوي كل عرض على مشتبه به واحد فقط، ويجب أن يكون هناك حد أدنى من خمسة بدلاء بالإضافة إلى المشتبه به الموجود في العرض.
3. يجب أن تتطابق البدلاء المختارة للعرض مع الوصف اللفظي للجاني الذي قدمه الشاهد.
4. يجب ألا يبرز المشتبه به عن بقية أعضاء العرض بسبب وجود ميزة مميزة لم يصفها الشاهد.
5. يجب السماح للمشتبه به والبدلاء بالتنوع في الخصائص الفيزيائية غير المميزة التي لم يذكرها الشاهد. ستسمح هذه الإجراء بوجود اختلافات مفيدة في التمييز في المظهر بين المشتبه به والبدلاء
6. إذا كان هناك عدة شهود، يجب إنشاء وتنفيذ طابور منفصل لكل شاهد. إذا لم يكن ذلك ممكنًا، فيجب تغيير مواقع جميع أعضاء الطابور بين الشهود.
7. يجب ألا يعرف المسؤول عن الطابور من هو المشتبه به بين الأعضاء ويجب أن يُعلم الشاهد بهذه الحقيقة.
8. يجب إخبار الشهود أن الجاني قد يكون موجودًا أو غير موجود في الطابور ويجب الامتناع عن التخمين.
9. يجب أن يشير الشهود إذا كانوا يتعرفون على الجاني، وإذا كان الجواب نعم، يجب أن يحددوا أي شخص يختارونه ومن أين يتذكرونه (أي مصدر التعرف).
10. يجب أن يصرح الشهود بكلماتهم الخاصة عن مستوى ثقتهم في قرار التعرف.
11. يجب تسجيل جميع تصريحات الشاهد والإجراءات المستخدمة أثناء تنفيذ الطابور، ويفضل أن يكون ذلك على شريط فيديو.
12. يفضل استخدام الطابورات المنفذة بالتسلسل على الطابورات المنفذة بشكل متزامن لأن الإجراءاتين تنتجان أعدادًا مماثلة من التعرفات الصحيحة (الإصابات) عندما يكون الجاني حاضرًا، ولكن الطابورات التسلسلية تنتج تعرفات خاطئة أقل عندما يكون الجاني غائبًا.